# Mihály Deák-Bárdos
Mihály Deák-Bárdos (Miskolc, 30 de enero de 1975) es un deportista húngaro que compitió en lucha grecorromana.
Ganó cinco medallas de plata en el Campeonato Mundial de Lucha entre los años 1997 y 2005, y seis medallas en el Campeonato Europeo de Lucha entre los años 2000 y 2011.
Participó en cuatro Juegos Olímpicos de Verano, ocupando el 11.º lugar en Sídney 2000, el décimo lugar en Atenas 2004, el octavo en Pekín 2008 y el 11.º en Londres 2012.

## Palmarés internacional
| Campeonato Mundial | Campeonato Mundial             | Campeonato Mundial | Campeonato Mundial |
| Año                | Lugar                          | Medalla            | Categoría          |
| ------------------ | ------------------------------ | ------------------ | ------------------ |
| 1997               | Breslau (Polonia)              | Medalla de plata   | 130 kg             |
| 2001               | Patras (Grecia)                | Medalla de plata   | 130 kg             |
| 2002               | Moscú (Rusia)                  | Medalla de plata   | 120 kg             |
| 2003               | Créteil (Francia)              | Medalla de plata   | 120 kg             |
| 2005               | Budapest (Hungría)             | Medalla de plata   | 120 kg             |
| Campeonato Europeo |                                |                    |                    |
| Año                | Lugar                          | Medalla            | Categoría          |
| 2000               | Moscú (Rusia)                  | Medalla de bronce  | 130 kg             |
| 2001               | Estambul (Turquía)             | Medalla de oro     | 130 kg             |
| 2002               | Seinäjoki (Finlandia)          | Medalla de plata   | 120 kg             |
| 2003               | Belgrado (Serbia y Montenegro) | Medalla de plata   | 120 kg             |
| 2009               | Vilna (Lituania)               | Medalla de bronce  | 120 kg             |
| 2011               | Dortmund (Alemania)            | Medalla de bronce  | 120 kg             |